# 刘家堡乡
刘家堡乡，是中华人民共和国山西省太原市小店区下辖的一个乡镇级行政单位。

## 行政区划
刘家堡乡下辖以下地区：
王吴村、南马村、洛阳村、石沟村、东里解村、西里解村、河滩村、刘家堡村、东柳林村、西柳林村、监军庄村、西草寨村和东草寨村。